# Tarik Cohen
Tarik Cohen (Bunn, 26 luglio 1995) è un ex giocatore di football americano statunitense che ha militato nel ruolo di running back nella National Football League (NFL).

## Carriera

### Chicago Bears
Cohen al college giocò a football alla North Carolina Agricultural and Technical State University dal 2013 al 2016. Fu scelto dai Chicago Bears nel corso del quarto giro (119º assoluto) del Draft NFL 2017. Debuttò come professionista subentrando nella gara del primo turno contro gli Atlanta Falcons, dove segnò un touchdown su ricezione, terminando con 66 yard corse. La settimana successiva disputò la prima gara come titolare contro i Tampa Bay Buccaneers. La sua stagione da rookie si concluse con 370 yard corse e 3 touchdown complessivi disputando tutte le 16 partite, di cui 4 come titolare.
Nel 2018 Cohen fu convocato per il suo primo Pro Bowl ed inserito nel First-team All-Pro come punt returner.

### Carolina Panthers
Dopo essere rimasto fuori dai campi di gioco per tutta la stagione 2022, il 13 settembre 2023 Cohen firmò con la squadra di allenamento dei Carolina Panthers.

## Palmarès
- Convocazioni al Pro Bowl: 1

2018
- First-team All-Pro: 1

2018